# Jehan Gauvin
Pour les articles homonymes, voir Gauvin.
Jehan Gauvin, est né à Croix-Chapeau, Charente-Maritime, France en 1641 ou 1643 et mort le 6 juin 1706. Il fut un colon de la Nouvelle-France et un des tout premiers habitants de Lorette dès 1673, l'année précédant la construction de la première chapelle. Ses parents étaient Louis Gauvin (né en 1615) et Anne de L'Épine (née en 1620) de La Rochelle. Ils se marièrent en 1639. Il est certain que Jehan Gauvin avait déjà traversé en Nouvelle-France en 1662.

## La traversée
Ils n'étaient pas persécutés ou forcés de partir et le Poitou n'était pas pauvre. C'était l'aventure qui attirait ces jeunes hommes illettrés. Et le fait que le Roi de France avait offert des avantages pour aller en Nouvelle-France. La Compagnie des Cent Associés devait créer des seigneuries au Québec pour ensuite les subdiviser en concessions aux immigrants. Ces immigrants étaient souvent engagés pour une période de trois années. On les appelait donc Les 36 Mois. La plupart des recrues étaient des célibataires, payés de 40 à 120 livres par an. En plus, ils étaient transportés en Nouvelle-France et recevaient des terres. Ils étaient souvent sans éducation. Lorsque Samuel de Champlain mourut en 1635, il y avait 132 colons dans la colonie, dont 35 venant du Perche.
La plupart des départs eurent lieu dans la période 1634-1662. Les pauvres voyageurs de la France au Nouveau Monde étaient victimes de tous les périls : tempêtes, pirates, maladies. La durée du voyage pouvait varier de un à trois mois. Par exemple, il fallut 117 jours à Jean Talon pour rejoindre Québec en 1665, mais seulement 35 jours pour le bateau Arc-en-ciel en 1678. Pour la navigation, il était préférable de lever l'ancre de France avant le 1er mai. Les bateaux du XVIIe siècle étant généralement plus petits que 200 tonnes, les accommodations étaient modestes. Malgré toutes les difficultés et les dangers, la majorité des marins et des passagers arrivaient à bon port.

## Mariage
La première mention officielle de Jehan Gauvin au Canada est à Québec en 1662. Puis il passe à Sainte-Foy, alors qu'il tente de s'y établir comme menuisier. Mais il s'entend avec le Seigneur de Saint-Gabriel, de qui il reçut en concession des terres. L'affaire consistait en plusieurs arpents du côté de la Côte-Saint-Paul (à Lorette). En échange, il fallait que Jehan y établisse résidence. Si ce Gauvin était en position d'accepter les conditions, c'est qu'il y était déjà depuis un certain temps, en connaissait les ressources et le climat, et qu'il était prêt à s'établir.
Entre-temps, le 22 octobre 1665 à Québec, Jehan Gauvin mariait Madeleine Anne Magnan, une fille du roy née vers 1650 à Paris, où ses parents bourguignons s'étaient mariés en 1642 à Saint-Germain-l'Auxerrois. Il était fréquent en ces temps reculés que les hommes se marient avant 30 ans, et les femmes avant 20 ans.

## Derniers moments
Respecté dans la communauté, Jehan Gauvin est d'ailleurs considéré comme un des dix premiers propriétaires terriens de L'Ancienne-Lorette (où un monument lui a été érigé). La dernière propriété de Jehan Gauvin fut au lieu-dit Champigny, « là où le ruisseau Gauvin rejoint la rivière du Cap-Rouge en L'Ancienne-Lorette » (près du boulevard Gauvin actuel). La plupart des historiens pensent qu'il fut enterré en 1706 à Québec. De son union sont issus huit garçons et deux filles. La famille Gauvin donna des terres pour la première église de L'Ancienne-Lorette. Sa femme mourut en 1713 à Québec. Grâce à Jehan Gauvin de L'Ancienne-Lorette, des milliers de personnes nommées Gauvin se retrouvent aujourd'hui à travers l'Amérique du Nord, dont Pierre Gauvin, propriétaire de l'hôtel Montcalm de Québec et Napoléon Gauvin, propriétaire de l'hôtel Dorval de Montréal, ainsi que quatre maires de L'Ancienne-Lorette, ou plus récemment la soprano Karina Gauvin.
L'origine du nom de Jehan, Gauvin correspond à l'ancien français Gauvain (ou « Gwalchmel » en gallois), qui était bien sûr le neveu du roi Arthur. Plus tard, il devient un patronyme. Voici quelques-unes des variations du nom Gauvin : Gauvain, Gawain, Gwalchmai, Gwalchmei, Gauwin, Govin etc.